# Puerto de los Brazos
Puerto de los Brazos (en inglés: Many-branch Harbour) es una entrada de mar ubicada en la costa noreste de la isla Gran Malvina del archipiélago de las Malvinas, que según la Organización de las Naciones Unidas (ONU), está en litigio de soberanía entre el Reino Unido, quien la administra como parte del territorio británico de ultramar de las Malvinas, y la Argentina, quien reclama su devolución, y la integra en el departamento Islas del Atlántico Sur de la provincia de Tierra del Fuego, Antártida e Islas del Atlántico Sur.
Esta bahía se encuentra al sur del Monte Rosalía y de la punta Jersey, en aguas del estrecho de San Carlos que lo separa de la Isla Soledad, donde prácticamente se enfrenta a la punta Federal y al cerro Campito.
En la entrada de este accidente geográfico se encuentran dos de los puntos que determinan las líneas de base de la República Argentina, a partir de las cuales se miden los espacios marítimos que rodean al archipiélago. 

## Guerra de las Malvinas
El 10 de junio de 1982, una patrulla de la Compañía de Comandos 601 del Ejército Argentino derrotó a una patrulla del Servicio Aéreo Especial británico que tenía un puesto de observación en este lugar de la isla Gran Malvina. Los efectivos argentinos abatieron al capitán Gavin John Hamilton y capturaron a un suboficial británico.